# 平井摩利
平井 摩利（ひらい まり、8月14日生）は、日本の漫画家。東京都渋谷区出身。血液型O型。父は小説家の平井和正。

## 来歴
日本大学の付属校を経て、イギリスに留学。1995年、第20回白泉社アテナ新人大賞にてデビュー優秀者賞を受賞（受賞作は『火宵の月』）。
現在は漫画家としての活動はしていない。日来まり、ぱよこ（ぱよ香の表記の場合も）の名前で、スピリチュアル方面で活動中である。

## 作品
- 火宵の月（全14巻 ISBN 4592127145他）
- 蜜月 〜「火宵の月」外伝〜（ISBN 978-4592182030）
- オガッツ!（全2巻 ISBN 4592172515他）
- デブスの逆襲 〜ヘルス&ビューティーウォーズ〜（ISBN 978-4592187691）

すべて、白泉社「花とゆめコミックス」レーベルより刊行